# ۸۳۹ (میلادی)
۸۳۹ (میلادی) هشتصد و بسی و نهمین سال تقویم میلادی است.

## درگذشتگان
‎